# Projects d’Avant Garde

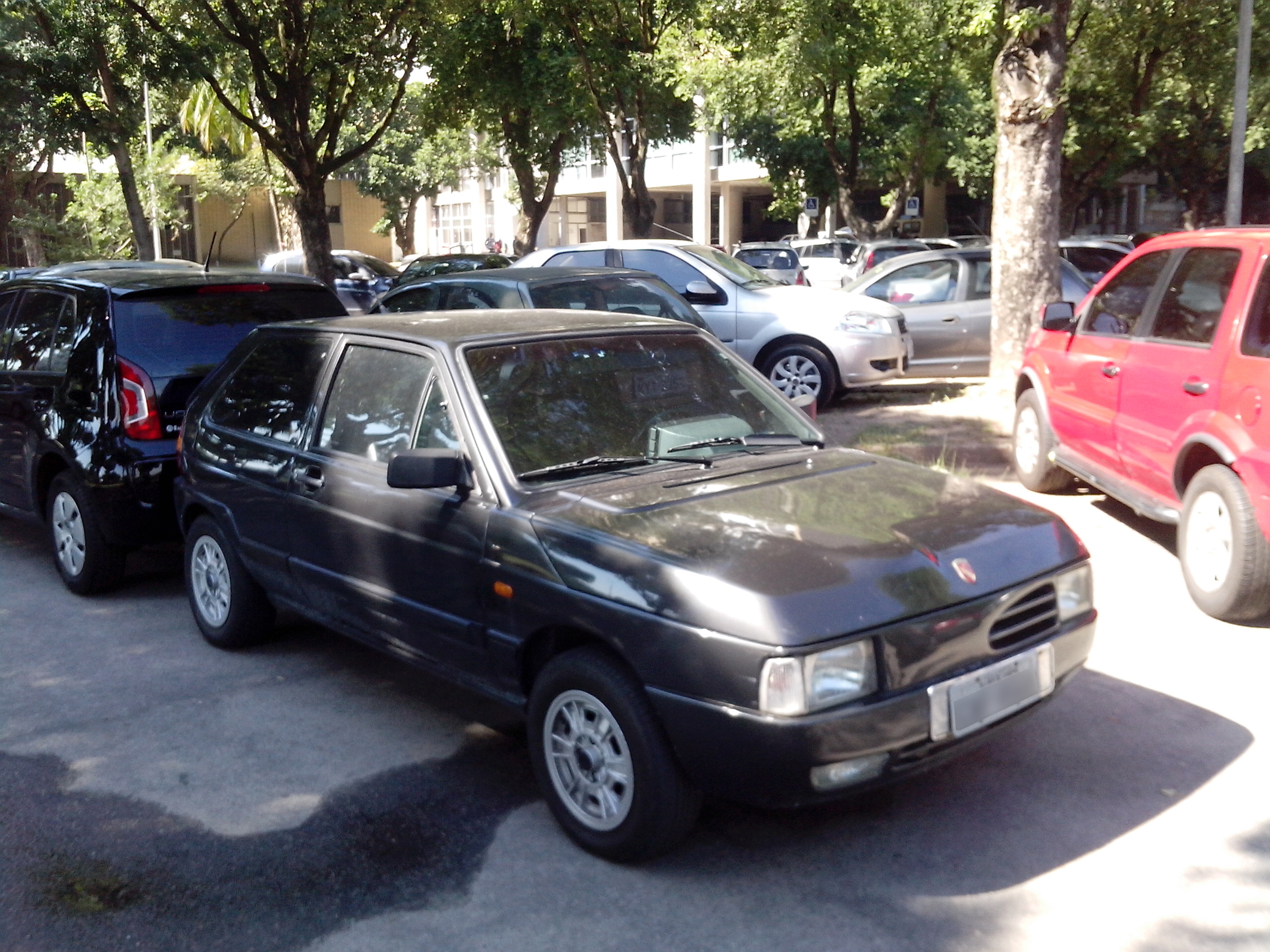
PAG Nick

Projects d’Avant Garde Ltda. war ein brasilianischer Hersteller von Automobilen.

## Unternehmensgeschichte
Paulo de Aguiar Goulart, der auch Dacon leitete, gründete 1984 das Unternehmen in Santana de Parnaíba. Er begann 1988 mit der Produktion von Automobilen. Der Markenname lautete PAG. 1991 endete die Produktion.

## Fahrzeuge
Das erste Modell war der PAG Dacon, der als Nachfolger des Dacon 828 angesehen wird und ebenfalls von Anísio Campos entworfen wurde. Die Karosserie bestand aus Fiberglas. Der Vierzylindermotor basierte auf einem Motor vom VW Gol. Allerdings leistete er 99 PS aus 2100 cm³ Hubraum. Das Fahrzeug hatte Frontantrieb.
1987 erschien der PAG Nick. Die Basis bildete der VW Saveiro. Das kleine zweisitzige Coupé war 308 cm lang. Zwei verschiedene Motoren von Volkswagen do Brasil mit 1595 cm³ Hubraum und 1781 cm³ Hubraum trieben die Vorderräder an. 1990 folgte eine Überarbeitung. 1991 entstanden etwa 130 Fahrzeuge dieses Modells.
1990 ergänzte der Chubby das Sortiment. Er basierte auf dem VW Santana. Das viersitzige Fahrzeug war 404 cm lang. Der Motor mit 2000 cm³ Hubraum und Saugrohreinspritzung leistete 125 PS.